# Hattigudda, Sindhnur
Hattigudda là một làng thuộc tehsil Sindhnur, huyện Raichur, bang Karnataka, Ấn Độ.